# Germán Sánchez (piłkarz)
Germán Sánchez Barahona (ur. 31 października 1986 w San Fernando) – hiszpański piłkarz występujący na pozycji obrońcy w Racingu Santander.